# Лінн Девіс
Лінн Девіс (англ. Lynn Davies; нар. 20 травня 1942) — британський легкоатлет, який спеціалізувався в стрибках у довжину.

## З життєпису
Олімпійський чемпіон зі стрибків у довжину (1964). Фіналіст (8-ме місце) змагань з естафетного бігу 4×100 метрів та учасник (не пройшов далі попереднього забігу) змагань з бігу на 100 метрів на Іграх-1964.
Учасник олімпійських змагань зі стрибків у довжину на наступних двох Олімпіадах — у 1968 був у фіналі 9-м, а у 1972 — не подолав кваліфікаційного раунду.
Срібний призер Універсіади зі стрибків у довжину (1965).
Дворазовий чемпіон Ігор Співдружності у стрибках у довжину (1966, 1970). Фіналіст (4-те місце) у стрибках у довжину на Іграх Співдружності (1962).
Чемпіон Європи (1966) та срібний призер чемпіонату Європи (1969) у стрибках у довжину. Фіналіст чемпіонатів Європи — 4-те місце у стрибках у довжину (1971) та 5-те місце в естафетному бігу 4×100 метрів (1966).
Чемпіон (1967) та срібний призер (1969) Європейських ігор в приміщенні у стрибках у довжину. Фіналіст (8-ме місце) у стрибках у довжину на чемпіонаті Європи в приміщенні (1972).
Досягнення на національних чемпіонатах:
- чемпіон зі стрибків у довжину (1964, 1966, 1967, 1968, 1969);
- срібний призер зі стрибків у довжину (1964, 1972) та бігу на 100 ярдів (1964);
- бронзовий призер зі стрибків у довжину (1971).

По завершенні змагальної кар'єри працював у легкій атлетиці на адміністративних посадах. Був спортивним директором Легкоатлетичної асоціації Канади та очолював Британську легкоатлетичну асоціацію.

## Визнання
- Кавалер Ордену Британської імперії (1967)
- Командор Ордену Британської імперії (2009)
- Член Зали слави легкої атлетики Уельсу (2007)